# Anass Zarrouk
Anass Zarrouk (Arnhem, 18 juli 2006) is een Nederlands-Marokkaans voetballer die doorgaans speelt als middenvelder. Hij komt uit voor Vitesse.

## Clubcarrière
Zarrouk speelde in de jeugd bij AFC Arnhem en SC Veluwezoom, voor hij in 2017 overkwam naar Vitesse. Hij doorliep de jeugdopleidng van de Arnhemse profclub. Doordat veel spelers vertrokken na het seizoen 2023/24, werd Zarrouk gepromoveerd naar het eerste team, dat nu uitkwam in de Keuken Kampioen Divisie. Hij tekende in de zomer van 2024 zijn eerste profcontract en maakte zijn debuut op 22 november tegen SC Cambuur (0-6). Hij viel in de 74e minuut in voor Alexander Büttner.

## Interlandcarrière
Zarrouk speelde één wedstrijd met Nederland –18. Op 18 november 2023 mocht hij de hele wedstrijd spelen in een vriendschappelijke interland tegen Zweden –18.

## Statistieken
| Seizoen | Club    | Competitie     | Competitie | Competitie | Beker | Beker | Overig | Overig | Totaal | Totaal |
| Seizoen | Club    | Competitie     | Wed.       | Dlp.       | Wed.  | Dlp.  | Dlp.   | Dlp.   | Wed.   | Dlp.   |
| ------- | ------- | -------------- | ---------- | ---------- | ----- | ----- | ------ | ------ | ------ | ------ |
| 2024/25 | Vitesse | Eerste divisie | 17         | 0          | 0     | 0     | 0      | 0      | 17     | 0      |
| Totaal  | Totaal  | Totaal         | 17         | 0          | 0     | 0     | 0      | 0      | 17     | 0      |

Bijgewerkt op 18 juni 2025.